# Вихти

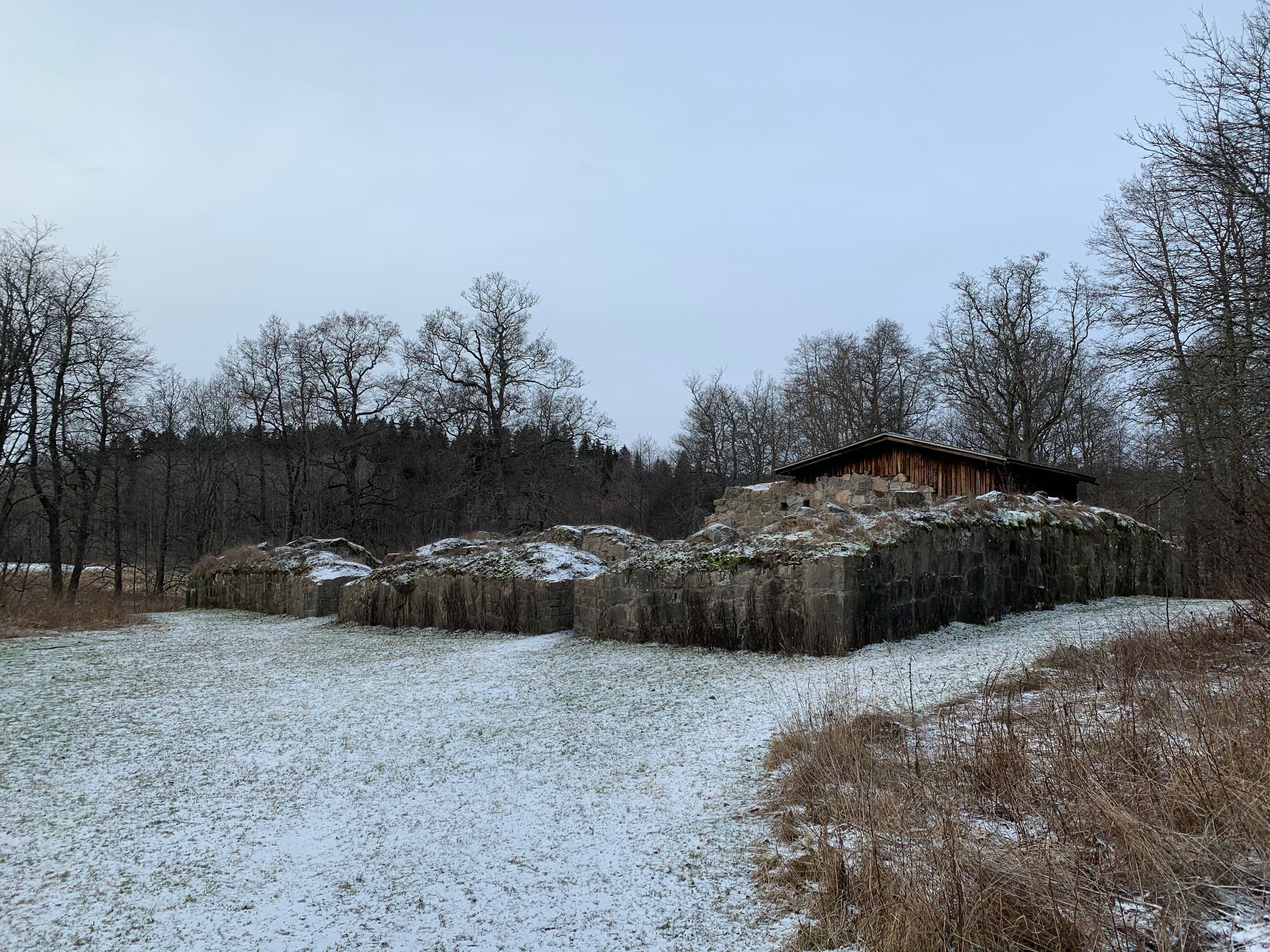
Развалины церкви

Вихти (фин. Vihti, швед. Vichtis) — община на юге Финляндии, в провинции Уусимаа. Расположена примерно в 50 км к северо-западу от Хельсинки. Административный центр — Нуммела (около 12 000 человек).
Население составляет 28 613 человек (на 31 января 2012 года); площадь — 567,08 км², из них 45,02 км² заняты водой. Плотность населения — 54,32 чел/км². Официальный язык — финский (родной для 95,6 % населения), другой язык — шведский (1,7 %). Для региона характерен высокий прирост населения, что объясняется близостью к столице.
Расстояния до крупных городов:
- Хельсинки: 49 км
- Лахти: 110 км
- Турку: 134 км
- Тампере: 151 км
- Оулу: 617 км